# Бунтове в Москва (1547)
Бунтовете в Москва избухват през лятото на 1547 година. Те са народно недоволство, инспирирано от онези сили в руското общество, които се обявяват срещу въздигането на руските земи в царство с център Москва.

## Предистория
В началото на 1547 година е обявено въздигането на руските земи в Руско царство около Великото московско княжество. За цар е прогласен младия Иван Грозни който е оженен за Анастасия Романовна. В резултат на тези събития семейство Глински се сдобива с голяма власт.
През април същата година в Москва избухва голям пожар, който почти напълно изгаря тогавашния дървен град. В града се въргалят около 3700 трупа при 100 хил. население на столицата към онзи момент. Аналогията е натрапчива с големия пожар в Рим в нарочената като Трети Рим нова престолнина на някогашната Римската империя след превземането на Константинопол от османските турци преди малко повече от век.

## Събитията
Ситуацията за току-що прогласеното царство е критична, т.к. ликвидирането на последиците от пожара налагат засилване на данъчната тежест върху данъкоплатците. Като виновна за пожара е нарочена от зложелателите бабата на младия цар Анна Якшич. На 21 юни 1547 година в Москва избухват провокирани от слуховете бунтове. Бунтарското недоволство основно е насочено срещу семейство Глински, а провокаторите пускат слуха, че виновница за случилото се е Анна Якшич. Те искат да я изгорят като магьосница, а специалната цел е да се провали замисъла за създаване около Москва и Московското велико княжество на най-нов и последен Трети Рим.
При голямо напрежение, с огромни трудности и с чрезвичайни усилия, младият цар успява да овладее ситуацията и веднага, след като опасността преминава, нарежда арестуването на главните заговорници и ги наказва сурово и справедливо. В крайна сметка в резултат от бунта влиянието върху управлението на държавата на семейство Глински е сведено почти до нула.

## Последствията
Големият пожар в Москва и събитията от първата година на царуването на Иван Грозни нанасят траен психически отпечатък върху младия цар, с което се обясняват много от следващите му постъпки в управлението на току-що създаденото Руско царство, което претендира за наследството на някогашната Римска империя.